# Rick Dufay
Richard Marc "Rick " Dufay (Parigi, 2 febbraio 1952) è un chitarrista francese. È famoso soprattutto per aver suonato negli Aerosmith tra il 1981 e il 1984, sostituendo Brad Whitford. Prima di entrare negli Aerosmith, Dufay pubblicò un album solista, Tender Loving Abuse, nel 1980, prodotto dall'allora produttore degli Aerosmith Jack Douglas. Fu lo stesso Douglas a suggerire a Steven Tyler Dufay come sostituto di Whitford. Successivamente Dufay spinse Whitford a rientrare nella band al suo posto. Dopo l'esperienza con gli Aerosmith, Dufay fondò la blues rock band Blue By Nature con la cantante Karen Lawrence.
Sua figlia è l'attrice Minka Kelly, avuta dall'ex-moglie Maureen Dumont Kelly, una danzatrice esotica.

## Discografia
Solista
- Tender Loving Abuse (1980)

Con gli Aerosmith
- Rock in a Hard Place (1982)
- Music from Another Dimension! (2012)

Con i Blue By Nature
- Blue to the Bone (1995)
- Live at the Lake (1998)
- Hard Daze (2000)